# Ann Njogu
Ann Njogu est une militante sociale, au Kenya, qui agit pour la défense des droits des femmes. En 2008, elle co-organise le Congrès de la société civile avec d'autres organisations, pour éviter l'effondrement politique total, à la suite des violences qui déchirent le pays après les élections de décembre 2007. En 2008, elle est arrêtée avec six autres personnes, battue et agressée sexuellement par des membres de la police, lorsque leur groupe évoque la question d'une éventuelle corruption dans la vente de l'hôtel Grand Regency. Elle fonde le Centre for Rights Education and Awareness  (Centre pour l'éducation aux droits et la sensibilisation - CREAW), qui documente la violence sexuelle et sexiste durant la période post-électorale, fournit des données essentielles pour les enquêtes nationales et internationales de conduite criminelle possible par des dirigeants kenyans.
Elle obtient, le 10 mars 2010, de la secrétaire d'État des États-Unis, Hillary Clinton, le Prix international de la femme de courage.